# Єсентуки № 17
Єсентуки № 17 — природна лікувальна хлоридно-гідрокарбонатна натрієва, борна питна мінеральна вода високої мінералізації (10,0—14,0 г/л). Основне джерело — свердловини № 17-біс, 36-біс, 46 Єсентукського родовища Кавказьких Мінеральних Вод, в місті-курорті Єсентуки, Ставропольського краю. Всього на терені курорту експлуатується 5 джерел типу «Єсентуки № 17». Крім того, в 1989 році на території Єсентуків побудована найбільша в країні питна галерея, розрахована на 5 000 відвідувань в день. У числі інших, в галерею безпосередньо з джерела надходить і вода «Єсентуки № 17» із свердловин, що належать до Єсентукського та Бештаугорського родовищ. Під наглядом фахівців частина мінеральних вод бальнеологічного курорту розливається в склотару на заводах у місті Єсентуки. Треба пам'ятати, що збереження лікувальних властивостей будь мінеральної води можливе тільки у скляній тарі.
Природна мінеральна вода типу «Єсентуки № 17» надходить з свердловин з глибини, що перевищує півтора кілометра. Вода, що надходить з джерела, гаряча, не пофарбована, прозора, содово-солоного смаку, без запаху, при витримуванні утворює незначний осад.

## Історична довідка
Вперше мінеральну воду типу «Єсентуки № 17» отримано з джерела № 17, що було розташовано в районі сучасних Єсентуків. Число в назві мінеральної води позначає номер одного з 23 джерел, котрі були досліджені та оцінені академіком, доктором медичних наук Олександром Петровичем Нелюбиним в 1823 році. При цьому найбагатшими за обсягом води і мінеральним складом виявилися ключі під номерами 17 і 4, крім того, виявилася природна цінність питної мінеральної води низької мінералізації джерела № 20 Єсентукського родовища мінеральних вод.
У 1950-ті роки з свердловини джерела, розташованого в північній частині Єсентукського курортного району (село Ново-Вдячна) отримана вуглекисла мінеральна термальна вода типу «Єсентуки № 17» — таким чином була вирішена проблема практичного розливу мінеральної води цього типу в пляшки. Відкриття слідом за цим Нагутського родовища мінеральних вод типу «Єсентуки № 17» створило умови для подальшого значного збільшення обсягу розливу води цього типу. На территрии Єсентуків налічується 5 джерел такого типу.

## Показання до застосування
Рекомендується лікувальне застосування мінеральної води «Єсентуки № 17» поза фази загострення при наступних захворюваннях:
- захворювання травної системи: хронічний гастрит на тлі нормальної або зниженої кислотності,
- захворювання печінки і жовчовивідних шляхів,
- дискінезія кишкивнику;
- хронічний панкреатит;
- хвороби ендокринних залоз, розлади харчування та порушення обміну речовин: цукровий діабет, ожиріння, порушення сольового та ліпідного обміну.

У зв'язку з тим, що при вживанні всередину мінеральна вода «Єсентуки № 17» стимулює секрецію соляної кислоти париєтальними клітинами шлунка, вона призначається для вживання як лікувальний засіб при захворюваннях шлунково-кишкового тракту із зниженою секретністю (наприклад, атрофічному гастриті). Терапевтична дія мінеральної води «Єсентуки № 17», як і інших мінеральних вод, не відрізняється високою ефективністю і великою тривалістю дії. Тим не менш, її використання в теплому вигляді за 15—20 хвилин до їжі сприяє стимуляції секреції соляної кислоти.
Мінеральна вода «Єсентуки № 17» застосовується для зниження підвищеної секреторної функції шлунка в бальнеологічному лікуванні хронічних гастритів та гастродуоденітів серед дітей. Її призначають за 1,5—2 години до прийому їжі з розрахунку 3—5 мл на кг ваги дитини на добу. В цілях стимуляції секреторної функції шлунка мінеральну воду «Єсентуки № 17» вживають в тому ж обсязі за 20—30 хвилин до їжі.
«Єсентуки № 17» надає стимулюючу дію на секрецію інсуліну — її застосовують у процесі реабілітації пацієнтів з цукровим діабетом. Температура води повинна бути 36—45 °C. Мінеральну воду випивають повільно, дрібними ковтками, починаючи зі 100 мл з поступовим збільшенням об'єму до 200–250 мл. Слід враховувати, що час вживання мінеральної води «Єсентуки № 17» залежить від кислотоутворюючої функції шлунку, тобто:
- при зниженій кислотності її призначають за 15—20 хвилин до їжі,
- при нормальній — за 30—45 хвилин,
- при підвищеній кислотності — за 60—90 хвилин.

При цьому, в залежності від режиму харчування «Єсентуки № 17» приймають 3 або 4 рази на добу. Курс лікування мінеральною водою в умовах санаторию становить 21—24 дні і 28—40 днів в амбулаторних умовах. Повторний курс рекомендують через 4—6 місяців.

## Джерело
Видобуток та розлив мінеральної води «Єсентуки № 17» здійснюється великим числом компаній з різних свердловин, в тому числі:
- Єсентукськє родовище, свердловини № 17-біс, 36-біс, 46;
- Нагутськє родовище мінеральних вод, розташоване приблизно в 30 км від Єсентуків, свердловина № 47.

## Цікаво що
Під маркою «Єсентуки № 17» розливалась у пляшки близька за хімічним складом та терапевтичній дії мінеральна вода, що видобувається з свердловини № 47 Нагутського родовища, розташованого приблизно у 30 км від Єсентуків, яка належить до тієї ж групи (XXVa по ГОСТ Р 54316-2011) і типу мінеральних вод, що і «Єсентуки № 17». Однак, з 01.07.2012 року після вступу в дію ГОСТ Р 54316-2011 вода Нагутського родовища стала продаватися під торговим найменуванням «Нагутська № 17».
Незважаючи на набуття чинності 01.07.2012 ГОСТ Р 54316-2011, в магазинах і після 2012 року зустрічається бутильована мінеральна вода з етикеткою «Єсентуки № 17» без зазначення конкретного родовища.